# Samuel Hieronim Chrząstowski
Samuel Hieronim Chrząstowski herbu Lubicz odmienny (zm. w 1671 roku) – miecznik żmudzki w latach 1667-1671, rotmistrz Jego Królewskiej Mości.
Był elektorem Michała Korybuta Wiśniowieckiego z Księstwa Żmudzkiego w 1669 roku.